# Cuộc sống nhiệm màu
Cuộc sống nhiệm màu (tên gốc tiếng Anh: Soul) là một bộ phim hài hoạt hình máy tính của Mỹ năm 2020 do Walt Disney Pictures và Pixar Animation Studios sản xuất, được phân phối bởi Walt Disney Studios Motion Pictures. Phim được đạo diễn bởi Pete Docter và đồng đạo diễn bởi Kemp Powers, từ kịch bản của Docter, Powers, Mike Jones và Tina Fey. Phim có sự tham gia lồng tiếng của Jamie Foxx, Fey, Questlove, Phylicia Rashad, Daveed Diggs và Angela Bassett.
Cuộc sống nhiệm màu ra mắt lần đầu tiên tại London Film Festival vào ngày 11 tháng 10, 2020.

## Nội dung
Ở thành phố New York, nghệ sĩ dương cầm Joe Gardner dạy lớp nhạc bán thời gian tại một trường trung học cơ sở với ước mơ chơi nhạc jazz chuyên nghiệp. Khi anh ấy nhận được lời đề nghị cho một vị trí giảng dạy toàn thời gian từ vị hiệu trưởng. Lúc này,  Libba - mẹ của anh ấy,  đã thúc giục anh ấy chấp nhận nó song trong thâm tâm của anh thật sự không muốn nhận công việc . Sau đó, Joe đã có cơ hội sau khi gây ấn tượng với các nhạc sĩ nhạc jazz khác trong một tiết mục mở màn tại Câu lạc bộ Half Note. Và nhạc sĩ nhạc jazz nổi tiếng Dorothea Williams đã ấn tượng với cách chơi piano của Joe nên cô đã thuê anh ấy cho buổi biểu diễn đêm đó. Trước sự phấn khích đó, anh đã bị phân tâm khi đi trên đường, từ đó bị tai nạn rơi xuống cống và chết.
Sau đó, Joe thấy mình như một linh hồn quái gở đang hướng đến một thế giới bên kia được mệnh danh là "Great Beyond". Do không muốn chết, anh ta cố gắng trốn thoát nhưng cuối cùng lại ở "Great Before" - một vương quốc nơi các linh hồn có được nhân cách và sở thích trước khi được sinh ra trên Trái đất. Trong Great Before, các cố vấn - tất cả đều có tên là Jerry - chuẩn bị cho những linh hồn chưa sinh ra đời với sự giúp đỡ của những linh hồn cố vấn. Mỗi linh hồn có một huy hiệu cho phép đi qua Trái đất, một khi huy hiệu hoàn toàn chứa đầy các đặc điểm tính cách.
Lúc này, do bị nhầm với một người cố vấn, Joe được giao nhiệm vụ huấn luyện một linh hồn tên 22, người muốn trốn tránh Trái đất. Sau cuộc trò chuyện với nhau, cô - linh hồn mang tên 22, đã phát hiện ra rằng cơ thể vật lý của Joe đã nhập viện và hôn mê. Cô đã đồng ý để Joe giúp cô tìm thấy "tia lửa" - niềm đam mê cá nhân của một linh hồn - để hoàn thành huy hiệu của cô để anh có thể sử dụng nó để trở về nhà. Mặc dù đã giúp đỡ rất nhiệt tình song Joe vẫn không tìm thấy tia lửa của cô. Thế nên, lúc này cô đã dẫn Joe đến thăm "khu vực", một nơi mà các linh hồn có thể vào khi niềm đam mê của họ tạo ra một sự hưng phấn, nhưng lại trở thành một cái bẫy cho những linh hồn bị ám ảnh, lạc lối. Họ gặp Moonwind - một đội trưởng galleon - người sau đó giúp bộ đôi xác định vị trí của Joe trên Trái đất.
Với sự giúp đỡ của ông, Joe đã trở lại Trái đất nhưng vô tình mang theo 22 người bên mình. Và họ đã vào nhầm cơ thể - với cô là cơ thể sống của Joe còn anh thì sống trong cơ thể của một con mèo trị liệu. Qua một quá trình đầy gian nan, cuối cùng họ tìm thấy Moonwind và sau đó ông đã đồng ý gặp nhau tại câu lạc bộ nhạc jazz để phục hồi cơ thể cho Joe. Trong khi đó, cô đang nhập vào cơ thể của Joe và tận hưởng những khoảnh khắc nhỏ trong khi giao lưu với những người bạn đồng trang lứa của Joe. Cô có những cuộc trò chuyện sâu sắc với học sinh Connie, thợ cắt tóc Dez và mẹ của anh, còn anh thì đang trong cơ thể của chú mèo trị liệu và đi theo sát cô. Trong khi đó, Terry, người phụ trách đếm linh hồn, đến trái đất để tìm Joe và khôi phục lại số lượng linh hồn đã mất đang thiếu.
Khi một ngày kết thúc, anh và cô đến thăm Moonwind để đưa anh trở lại cơ thể của mình. Lúc này, sau cuộc trò truyện với nhau và cô muốn tìm thấy "tia lửa" của mình ở trên Trái Đất thì anh từ chối do muốn nhanh chóng quay lại cơ thể của bản thân và anh đã nói với cô rằng những trải nghiệm của cô không phải là mục đích. Sau đó, cô đã từ chối và chạy trốn để tìm thấy tia lửa của cô và anh chạy theo sau để có thể đuổi kịp cô và thuyết phục cô giúp anh quay trở lại cơ thể của bản thân.
Trong khi họ chạy qua một ga tàu điện ngầm, Terry đã bẫy cả hai và đưa họ trở lại Great Before. Lúc này, cô nhận ra rằng huy hiệu của cô  đã được điền đầy đủ, nhưng Joe khẳng định đó là do đặc điểm của anh ấy, và cô ấy chưa thực sự tìm thấy tia lửa của mình. Tức giận, cô đã ném huy hiệu vào anh ta và biến mất vào khu vực. Và Jerry - những người quản lý và truyền cảm hứng cho các linh hồn tìm thấy tia lửa, nói với Joe rằng một tia lửa không phải là mục đích sống của linh hồn, song anh từ chối tin vào điều này và sử dụng huy hiệu của cô - số 22, để trở về Trái đất.
Lúc này, khi đã về lại thân xác của bản thân, anh đã đi thuyết phục Dorothea Williams để cho anh tham gia lại biểu diễn và sau một hồi thuyết phục thì cô đã đồng ý. Sau đó, buổi biểu diễn tại câu lạc bộ nhạc jazz đã thành công mỹ mãn, mặc dù vậy anh cảm thấy buồn với cuộc sống không thay đổi của mình ngay cả khi đã thực hiện được ước mơ của mình. Nhìn vào những đồ vật mà cô đã thu thập được khi còn trong cơ thể của mình, anh nhớ lại những khoảnh khắc mà họ đã tận hưởng cùng nhau. Anh nhận ra rằng những trải nghiệm này đã mang đến cho cô - số 22, tia lửa. Sau đó, bằng cách chơi piano, anh đã vào khu vực với ý định trả lại huy hiệu cho cô, nhưng phát hiện ra rằng cô đã trở thành một người mất hồn. Anh đã đuổi theo cô và sau một quá trình đầy gian nan vất vả, cô đã nuốt anh vào trong cơ thể linh hồn của cô. Lúc này, anh đã nhận ra quá khứ đau buồn của cô trong quãng thời gian qua và anh đã cố gắng thuyết phục cô nhưng không thành, cuối cùng anh cho cô xem một hạt phong mà cô thu thập được để nhắc nhở cô về thời gian của cô trên Trái đất. Và bộ đôi đã nhận ra rằng một tia lửa không phải là mục đích của linh hồn, mà chỉ ra một ý định sống. Và hành động của Joe đã khôi phục cô trở lại bình thường. Sau đó, anh trả lại huy hiệu của cô và hộ tống cô ra khỏi Great Before cho chuyến hành trình tới Trái đất.
Sau khi Joe hộ tống cô xong, anh đã được đưa vào con đường và chuẩn bị bước vào Great Beyond. Lúc này, anh đã chấp nhận cái chết của bản thân song trong lúc chuẩn bị bước vào thì một Jerry đã ngăn anh lại, thay mặt các Jerry khác cảm ơn anh và mang đến một cơ hội sống khác cho anh thay cho lời cảm ơn vì cuối cùng đã truyền cảm hứng cho không chỉ cho số 22 để sống mà còn cho các Jerry. Và các Jerry đã giúp anh qua mặt Terry đếm đủ linh hồn đã mất và từ đó Terry không bắt anh quay về Great Beyond nữa. Sau đó, anh đã trở lại cơ thể của mình trên Trái đất và bắt đầu cam kết rằng sẽ tận hưởng từng giây phút của cuộc sống.

## Lưu ý
1. ↑  Soạn và biên khúc các bản jazz